# Sudanacris schoutedeni
Sudanacris schoutedeni är en insektsart som beskrevs av Vitaly Michailovitsh Dirsh 1954. Sudanacris schoutedeni ingår i släktet Sudanacris och familjen gräshoppor. Inga underarter finns listade i Catalogue of Life.